# Pseudalmenus chloris
Pseudalmenus chloris är en fjärilsart som beskrevs av Waterhouse och Charles Lyell 1914. Pseudalmenus chloris ingår i släktet Pseudalmenus och familjen juvelvingar. Inga underarter finns listade i Catalogue of Life.